# Лисюк Дмитро Сергійович
Дмитро Сергійович Лисюк — український військовик, полковник, командир 128-ї окремої гірсько-штурмової бригади. Став відомим після того, як він вивів бійців на шикування, на яке був здійснений ракетний удар, внаслідок чого загинуло 19 військовослужбовців.

## Життєпис
Його підрозділ визволяв Попасну 2014-го. Брав участь у боях за Дебальцеве. У 2016 році Лисюк отримав пропозицію очолити 8-й батальйон 10-ї гірсько-штурмової бригади . 
Має судимість за контрабанду сигарет з окупованої території Луганської області, однак уникнув арешту і був відпущений на поруки .
З початком повномасштабного вторгнення був призначений у 60-й бригаді заступником командира . Перший бій прийняв 9 березня під с. Кухарі на Київщині й далі з бійцями просувався та дійшов до с. Іванкова .
Воював на Бахмутському напрямку. В кінці 2022 року йому запропонували очолити 128-му бригаду (офіційно став командиром бригади 15 грудня 2022 року, замінивши Героя України, полковника Дениса Чаюка) .
Брав участь в контрнаступі на півдні Запорізької області.
3 листопада 2023 року Лисюк віддав наказ вишикуватися військовим для нагородження до Дня артилериста. Захисники чекали на нього до пів години, коли по них прилетіла ворожа ракета. Сам Лисюк прибув на нагородження за 2 хвилин після удару.
Був відсторонений від виконання своїх обов'язків на час слідства.

## Нагороди
У серпні 2017 року указом Президента України Дмитро Лисюк був нагороджений орденом Богдана Хмельницького III ступеня.